# Louis Boulduc
Pour les articles homonymes, voir Boulduc.
Louis Boulduc, né en 1648 à Paris et décédé en 1700 à Paris,, était procureur général de la Prévôté de Québec de 1676 à 1681 et 1685 à 1686, et un soldat français à partir de 1665 à 1668 et le colon de la Nouvelle-France. Il a servi dans Régiment de Carignan-Salières et a aidé à la construction de nouveaux forts le long du Richelieu, l'itinéraire principal des maraudeurs Iroquois. Il était le frère de Simon Boulduc, apothicaire du roi.

## Biographie
Louis Boulduc était l'un d'au moins cinq enfants. Son père était Pierre Boulduc maître-apothicaire, et sa mère était Gillette Pijart. Louis avait au moins quatre frères, Simon, qui était apothicaire et scientifique à Paris; Pierre qui a été procureur dans "Le Chatelet"; Gilles qui était un Augustins moine; et Jacques qui était un moin augustinien aussi. Il a été envoyé à Québec en tant que membre du régiment Carignan-Salières en 1665 (il avait 17 ans et a assumé le "nom" de "Bosleduc" ). Il est resté à Charlesbourg lorsque le régiment a quitté. Louis épouse Elisabeth Hubert (1651- vers 1701) le 20 août 1668 à Québec, au Canada, et le couple a eu sept enfants.

## La vie en Nouvelle-France
Louis était le premier colon de Boulduc dans le nouveau monde. Louis Boulduc venait de St-Benoit de Paris, l'Île-de-France. Il était né dans une famille dans laquelle une branche plus tard a été anoblie, son neveu Gilles-François Boulduc (1675 - 1742). Il s'avérerait que Louis a accompli l'art de quelques études (vraisemblablement dans apothicaire) avant de choisir de servir son pays sous la bannière. Il est venu au Canada avec le régiment de Carignan, à la société de M. Hector Andigné De Grandfontaine en 1665. Louis est venu au Québec comme soldat le 17 août 1665. Sa mission, comme celle des autres soldats était d'empêcher les Iroquois de l'utilisation de la rivière de Richelieu pour piller les colons à Trois-Rivières et Montréal. Louis a reçu son congé de l'armée entre la fin de 1667 et le début de 1668.
En 1668, Louis a obtenu un permis pour son mariage à Elisabeth Hubert de Québec. Elisabeth Hubert était l'une de 770 femmes, connu en tant que « Filles du roi » qui est arrivé dans la colonie de la Nouvelle-France (Canada) entre 1663 et 1673, sous le parrainage financier du roi Louis XIV de France. La dot d'Elizabeth a été énumérée en tant que 400 livres, et est un exemple d'une « filles du roi » avec beaucoup de contacts recevant une plus grande dot du roi. En 1668, Louis a obtenu un permis pour son mariage à Elisabeth Hubert de Québec. 
Louis a emprunté l'argent à beaucoup de personnes différentes. Afin de verser le 18 novembre 1672 une dette de 409 livres sur Jean Deperas, Louis a abandonné une vache à lait évaluée à 75 livres et à tout le blé sur sa ferme à Charlesbourg. En 1674, Louis a vendu sa maison de Charlesbourg et est venu pour s'établir à Québec. À Québec, Louis et sa famille ont vécu sur la rue du Parloir juste en avant des Ursulines de l'université. La maison n'existe plus. Les seules maisons sauvées et rénovées sont sur la rue de Petit-Champlain et quelques maisons voisines. Dans la ville supérieure, toutes les (ou presque toutes les) maisons ont brûlé dans un grand feu. Louis et toute sa famille ont déménagé d'appartement à appartement dans la ville de Québec, d'abord sur la rue Sault-au-Matelot, et pour finir, dans une chambre dépendante du Vieux-Québec (centre-ville), près des Ursulines.
Deux ans après le (31 août 1676), Louis XIV lui accorde le courrier du procureur/de procuration du roi pour la région de Québec à un salaire de 300 livres. Il a occupé cette position pendant presque six années. Comme protégé du gouverneur provincial Louis de Buade, comte de Frontenac, Louis était adjudant pour M. de Lotbinière, est alors devenu le procureur général pour le roi, quand Lotbinière revient au France en 1677. Pendant son mandat, le premier maréchaussée en Nouvelle-France est créé par un édit royal sous sa autorité comme prévôt de Québec le 9 mai 1677 (l'une des premières forces de police officiel en Amérique du Nord). Pendant ce temps, il a commencé un long conflit avec le conseil souverain de la Nouvelle-France, et en particulier par intendant Jacques Duchesneau de la Doussinière et d'Ambault. Louis a été probablement rappelé en France en 1682, avec son ami Frontenac.  
Le roi rétablit Louis à son poste à travers les plaidoyers de Frontenac par une ordonnance royale daté du 10 mars 1685, et il revient au Canada, mais le nouveau gouverneur de Denonville s'assura que le roi le renvoya définitivement l'année suivante, et Louis revint en France une fois pour toutes en 1686. Ses enfants sont restés à Québec et ils ont fondé des familles au Canada.